# Emilia Szubert
Emilia Szubert, z d. Kajzer (ur. 10 marca 1992 roku w Tychach) – polska siatkarka grająca na pozycji rozgrywającej, reprezentantka Polski. Od sezonu 2019/2020 ponownie jest zawodniczką PTPS-u Piła.
Wraz z reprezentacją Polski juniorek zajęła 9. miejsce na Mistrzostwach Świata w 2011 roku. Pełniła funkcję kapitana podczas turnieju.

## Sukcesy reprezentacyjne
Liga Europejska:
- 2014